# William Hillman
William Hillman (13 de noviembre de 1848 – 4 de febrero de 1921) fue un fabricante británico de bicicletas y automóviles. En sociedad con el ingeniero de origen francés Louis Coatalen fundó en 1907 la Compañía Hillman-Coatalen, posteriormente renombrada como Compañía del Motor Hillman tras la marcha de Coatalen a Sunbeam en 1909.

## Primeros años
Hillman nació en 1848 en Stratford, Essex, donde su padre,  también llamado William, era zapatero. Su madre se llamaba Sarah  Stitchbury. Empezó a trabajar como aprendiz  en los talleres de ingeniería de John Penn & Co. en Greenwich junto con su amigo James Starley, que llegaría a ser conocido como "el padre de la industria de las bicicletas". Hillman y Starley se trasladaron  al  área industrial en expansión de las Midlands de Inglaterra, donde se emplearon en la Compañía Coventry de Máquinas de Coser. Las ventas de estas máquinas se habían reducido considerablemente, y para remediar esta situación, la compañía se había convertido en uno de los primeros fabricantes británicos de bicicletas, utilizando diseños basados en los "boneshakers" (biciclos "agita huesos") franceses. La Guerra Franco-Prusiana de 1870 provocó el cese de la fabricación de bicicletas en Francia, provocando un importante incremento en la producción británica. Hillman fundó su propia compañía de fabricación de bicicletas en 1875, Auto Machinery, en sociedad con W. H. Herbert, quien aportó el capital.

## Carrera
La compañía de Hillman, además de bicicletas, fabricó patines de ruedas, máquinas de coser, y rodamientos de bolas y de rodillos, de los que inició la producción en masa. Al poco tiempo Hillman operaba cuatro fábricas en Coventry, y hacia 1896 una quinta factoría en Alemania. Su éxito le hizo millonario, mudándose a Abingdon House, una "casa impresionante" en Stoke Aldermoor, en la actualidad un barrio de Coventry.
Falleció en 1921 en su residencia de Keresley Hall, Coventry.

## Lecturas relacionadas
- Peter King (1989), The Motor Men: Pioneers of the British Car Industry, Quiller Press, ISBN 1-870948-23-8.

- Datos: Q8012347